# Nefele

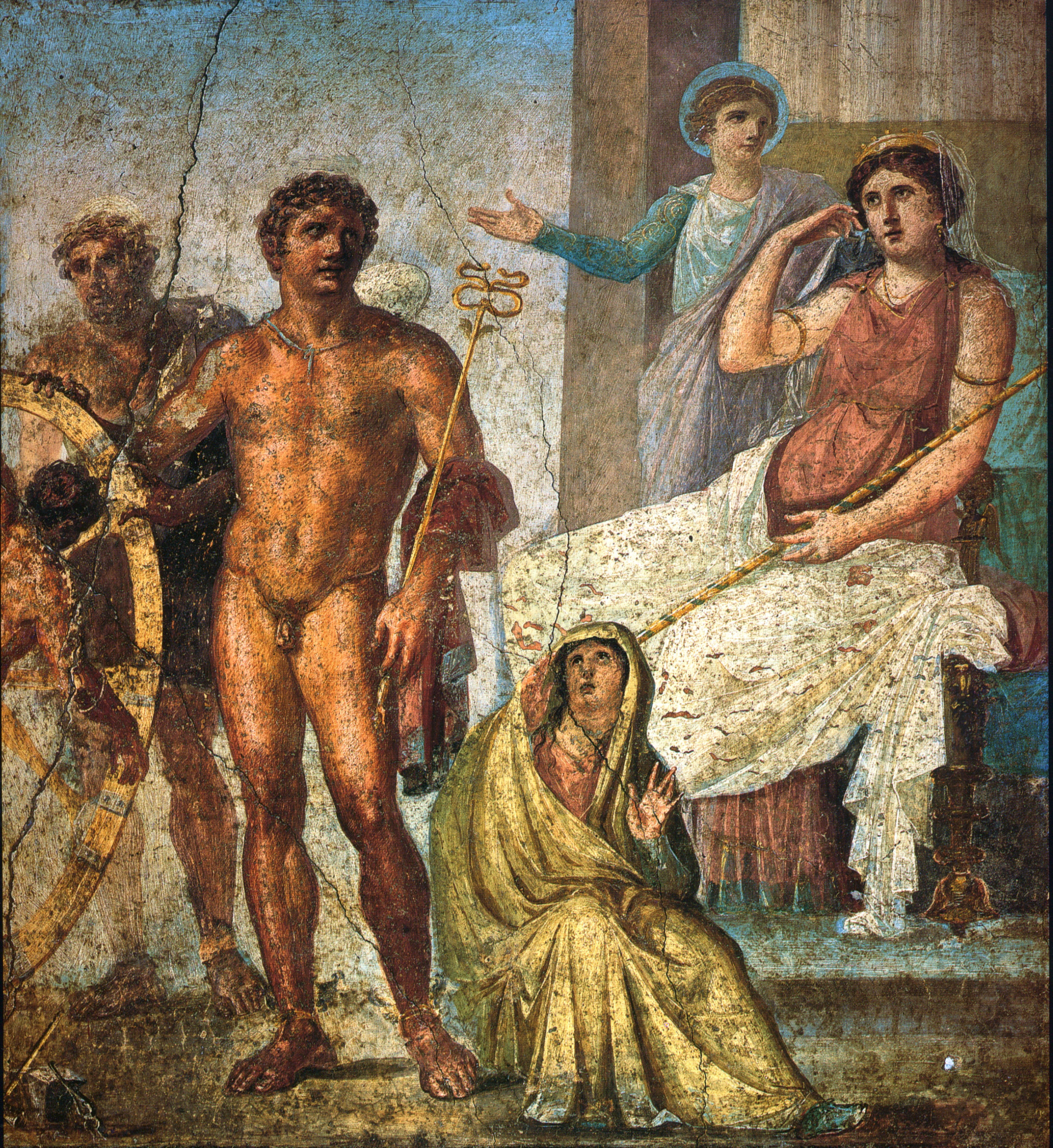
Ixions bestraffning. Nefele sittande i förgrunden. Fresk i Vettiernas hus i Pompeji.

Nefele (grekiska Νεφέλη, av νέφος nephos, "moln") är molnnymf i grekisk mytologi som tillsammans med konung Athamas fick barnen Frixos och Helle. Barnens styvmor, Ino, konspirerade mot barnen och Nefele hjälpte dem att fly på en flygande gumse. Helle faller av och drunknar i Hellesponten, som bär hennes namn.